# Rinkens riddare
Rinkens riddare – nagroda przyznawana corocznie od sezonu 1962-63 (z przerwą w latach 1979–1996) najuczciwszemu szwedzkiemu hokeiście w rozgrywkach szwedzkiej SHL (wyjątkiem był sezon 1998–99, gdzie nagrodę otrzymał czeski zawodnik – František Kaberle, reprezentujący wówczas MODO Hockey). Wyróżnienie przyznaje Szwedzka Federacja Hokeja na Lodzie.
W sezonie 2009–10 nagrodę otrzymał szwedzki sędzia Wolmer Edqvist, natomiast w 2014–15 prezes trzecioligowego klubu Kiruna IF – Johan Köhler.

## Nagrodzeni
| Sezon   | Zawodnik            | Klub            |
| ------- | ------------------- | --------------- |
| 1962–63 | Hans Öberg          | Gävle GIK       |
| 1963–64 | Sven Johansson      | Djurgårdens IF  |
| 1964–65 | Lars-Eric Lundvall  | Frölunda HC     |
| 1965–66 | Roland Stoltz       | Djurgårdens IF  |
| 1966–67 | Nils Nilsson        | Leksands IF     |
| 1967–68 | Leif Holmqvist      | AIK Ishockey    |
| 1968–69 | Lars Bylund         | Brynäs IF       |
| 1969–70 | Håkan Wickberg      | Brynäs IF       |
| 1970–71 | Nils Johansson      | Färjestad BK    |
| 1971–72 | Jan-Erik Lyck       | Brynäs IF       |
| 1972–73 | Lars-Erik Sjöberg   | Frölunda HC     |
| 1973–74 | Ulf Mårtensson      | Leksands IF     |
| 1974–75 | Olle Åhman          | Timrå IK        |
| 1975–76 | Kent-Erik Andersson | Färjestad BK    |
| 1976–77 | Per-Olov Brasar     | Leksands IF     |
| 1977–78 | Stig Larsson        | Djurgårdens IF  |
| 1997–98 | Patric Kjellberg    | Djurgårdens IF  |
| 1998–99 | František Kaberle   | MODO Hockey     |
| 1999–00 | Mats Lindberg       | AIK Ishockey    |
| 2000–01 | Mikael Johansson    | Djurgårdens IF  |
| 2001–02 | Mattias Weinhandl   | MODO Hockey     |
| 2002–03 | Johan Davidsson     | HV71            |
| 2003–04 | Johan Davidsson     | HV71            |
| 2004–05 | Johan Davidsson     | HV71            |
| 2005–06 | Fredrik Bremberg    | Djurgårdens IF  |
| 2006–07 | Anders Söderberg    | Skellefteå AIK  |
| 2007–08 | Kenny Jönsson       | Rögle BK        |
| 2008–09 | Jörgen Jönsson      | Färjestad BK    |
| 2010–11 | Andreas Dackell     | Brynäs IF       |
| 2011–12 | Jakob Silfverberg   | Brynäs IF       |
| 2012–13 | Jesper Fast         | HV71            |
| 2013–14 | Oscar Möller        | Skellefteå AIK  |
| 2015–16 | Daniel Viksten      | Örebro HK       |
| 2016–17 | Martin Thörnberg    | HV71            |
| 2017–18 | Jonathan Dahlén     | Timrå IK        |
| 2018–19 | Markus Ljungh       | HV71            |
| 2019–20 | brak informacji     | brak informacji |
| 2020–21 | Oscar Möller        | Skellefteå AIK  |